# Больтенгаген
Больтенгаген (нім. Boltenhagen) — громада в Німеччині, розташована в землі Мекленбург-Передня Померанія. Входить до складу району Північно-Західний Мекленбург. Складова частина об'єднання громад Клютцер-Вінкель.
Площа — 18,09 км2. Населення становить 2470 ос. (станом на 31 грудня 2020).

## Галерея

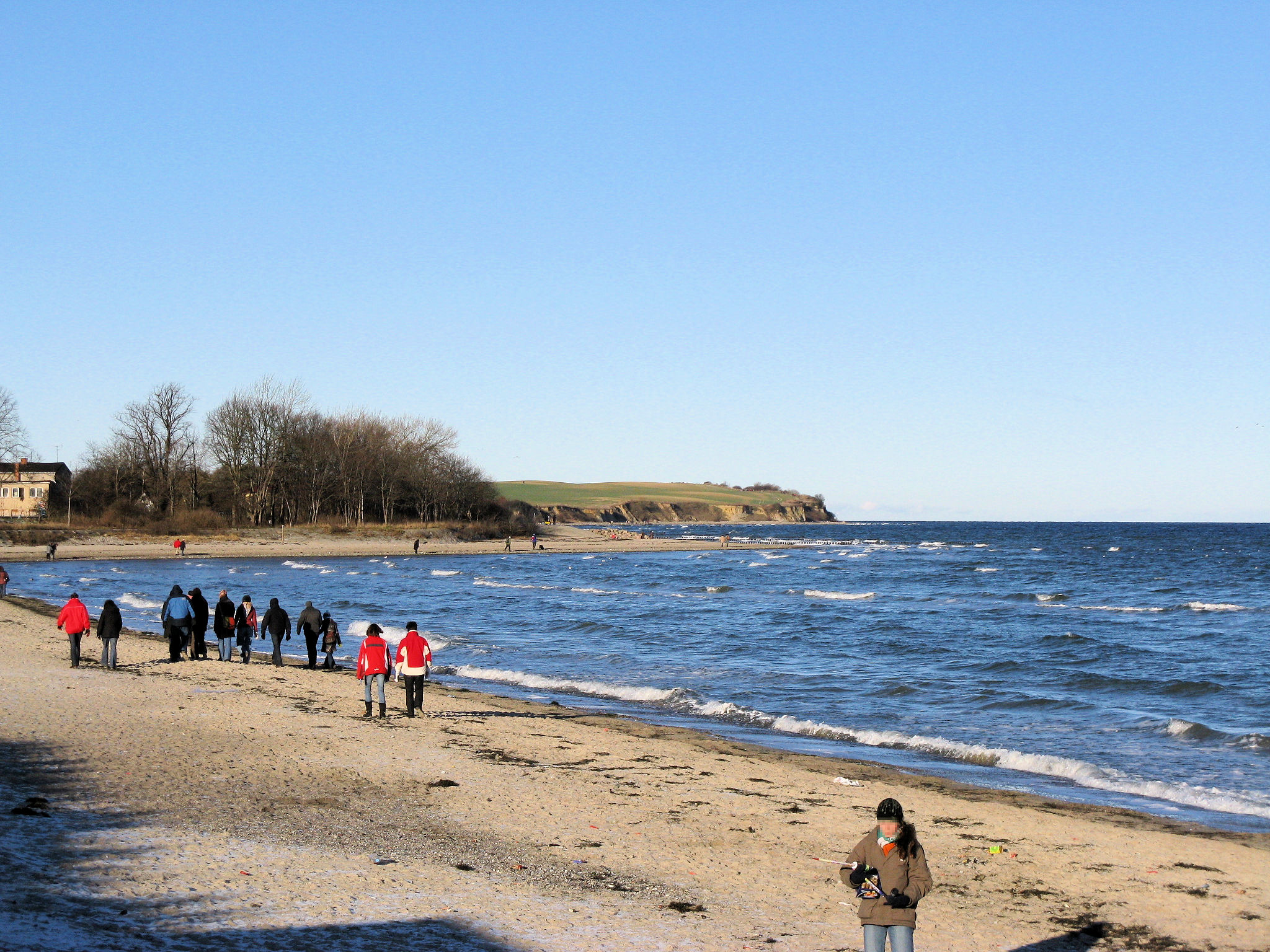
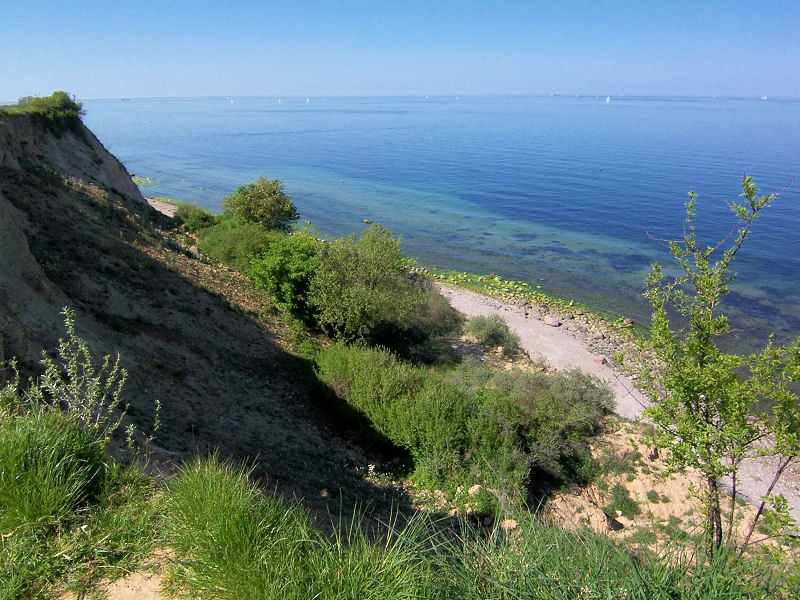
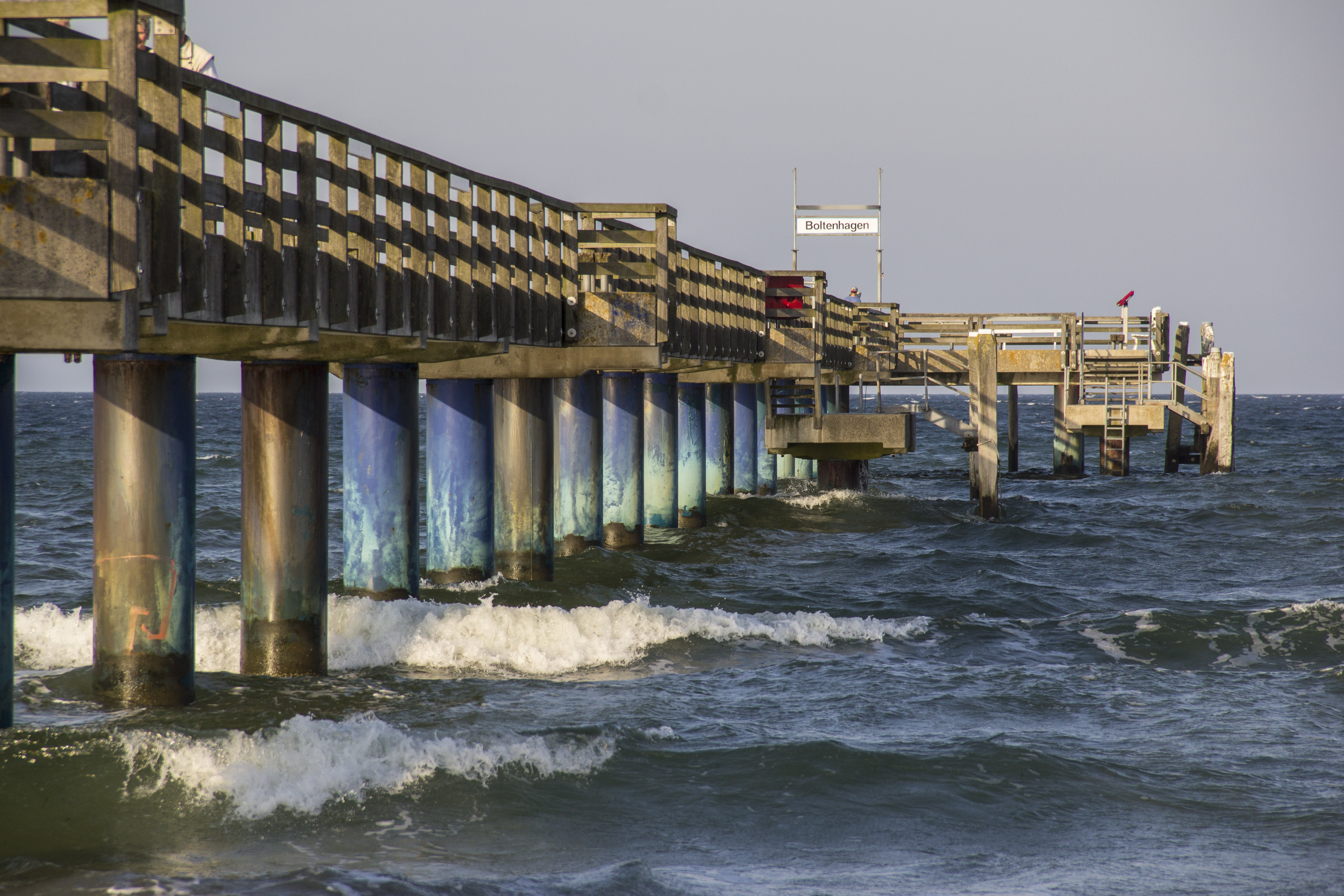
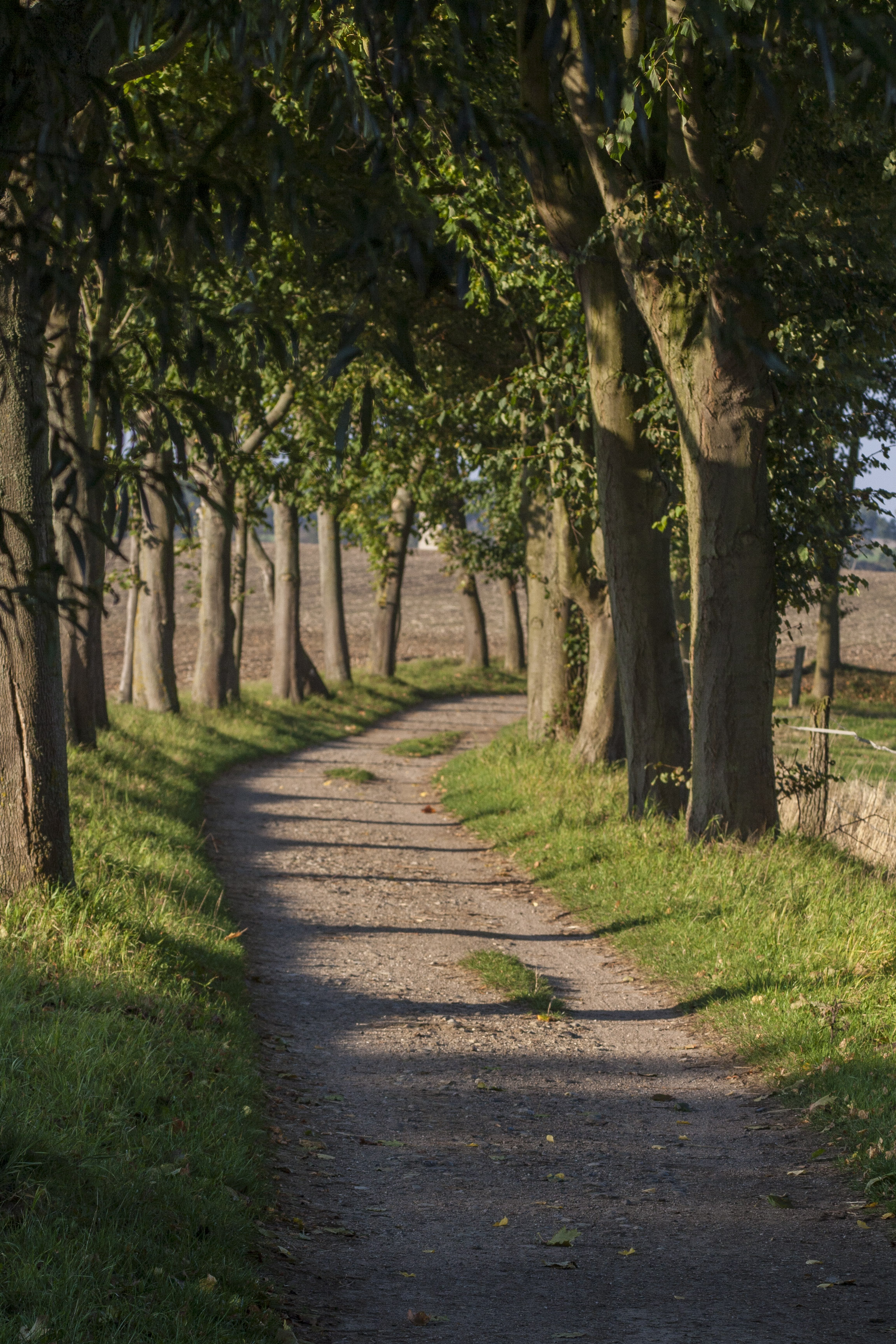